# Supercoupe du Chili de football
La Supercoupe du Chili de football (en espagnol : Supercopa de Chile de fútbol) est une compétition chilienne de football créée en 2013.
Elle oppose lors d'un match unique le vainqueur du tournoi d'ouverture du championnat du Chili au vainqueur de la Coupe du Chili.

## Palmarès
| Année | Vainqueur            | Résultat    | Finaliste                 |
| ----- | -------------------- | ----------- | ------------------------- |
| 2013  | Unión Española       | 2-0         | Universidad de Chile      |
| 2014  | O'Higgins            | 1-1, 3-2tab | Deportes Iquique          |
| 2015  | Universidad de Chile | 2-1         | Universidad de Concepción |
| 2016  | Universidad Católica | 2-1         | Universidad de Chile      |
| 2017  | Colo-Colo            | 4-1         | Universidad Católica      |
| 2018  | Colo-Colo            | 3-0         | Santiago Wanderers        |
| 2019  | Universidad Católica | 5-0         | Palestino                 |
| 2020  | Universidad Católica | 4-2         | Colo-Colo                 |
| 2021  | Universidad Católica | 1-1, 7-6tab | Ñublense                  |
| 2022  | Colo-Colo            | 2-0         | Universidad Católica      |
| 2023  | Magallanes           | 1-1, 4-3tab | Colo-Colo                 |
| 2024  | Colo-Colo            | 2-0         | Club Deportivo Huachipato |

## Bilan
| Club                 | Victoires | Années                   |
| Universidad Católica | 4         | 2016, 2019, 2020 et 2021 |
| Colo Colo            | 4         | 2017, 2018 et 2022, 2024 |
| Union Española       | 1         | 2013                     |
| O'Higgins            | 1         | 2014                     |
| Universidad de Chile | 1         | 2015                     |
| Magallanes           | 1         | 2023                     |